# Hiperkockagráf
A hiperkockagráfok hiperkockák csúcsai és élei alkotta gráfok. Sokrétűen alkalmazzák őket a műszaki életben, az elektronikai áramkörök elméletében és a matematikai logikában is.

## Definíció
Mivel a magasabb dimenziós hiperkockákat kettőzéssel és eltolással kapjuk, ezért a hiperkockagráfok az alábbi definícióval határozhatók meg, a dimenzióra történő (matematikai) indukcióval:
Definíció: A 0 dimenziós kockagráf egyetlen csúcs, él nélkül, jele {\displaystyle H_{0}}. Ha már {\displaystyle H_{n}}, az n dimenziós kockagráf elkészült, akkor {\displaystyle H_{n+1}}, a következő dimenziós kockagráf a következő: vegyünk két példány {\displaystyle H_{n}}-et, csúcsaik és éleik mellé még új éleket rajzolunk: a két {\displaystyle H_{n}} azonos csúcsait kössük össze egy-egy új éllel.
Vagyis {\displaystyle H_{n+1}}-nek kétszer annyi csúcsa van, mint {\displaystyle H_{n}}-nek, továbbá éleinek száma = kétszer {\displaystyle H_{n}} éleinek száma + az új élek száma: {\displaystyle c_{n+1}=2c_{n}} és {\displaystyle e_{n+1}=2e_{n}+c_{n}}, ahol {\displaystyle c_{n}} és {\displaystyle e_{n}} jelöli {\displaystyle H_{n}} csúcsainak és éleinek számát, valamint {\displaystyle c_{0}=1} és {\displaystyle e_{0}=0}.
A továbbiakban hasznos lesz {\displaystyle H_{n}} csúcsaihoz címkéket írnunk:
Definíció: A {\displaystyle H_{n}} gráf minden csúcsához egy n hosszú, 0 és 1 számjegyekből álló sorozatot, a csúcs standard címkéjét írjuk. {\displaystyle H_{0}} egyetlen csúcsához az üres sorozatot („semmit”) írjuk. Mivel {\displaystyle H_{n+1}} csúcsai két példány {\displaystyle H_{n}} csúcsaiból állnak, ezért az egyik példány {\displaystyle H_{n}} csúcsainak címkéi elé a 0 számjegyet, a másik példány {\displaystyle H_{n}} csúcsainak címkéi elé az 1 számjegyet írjuk.
Az alábbi ábrán néhány kisebb dimenziós kockagráfot mutatunk be, standard címkéikkel együtt:

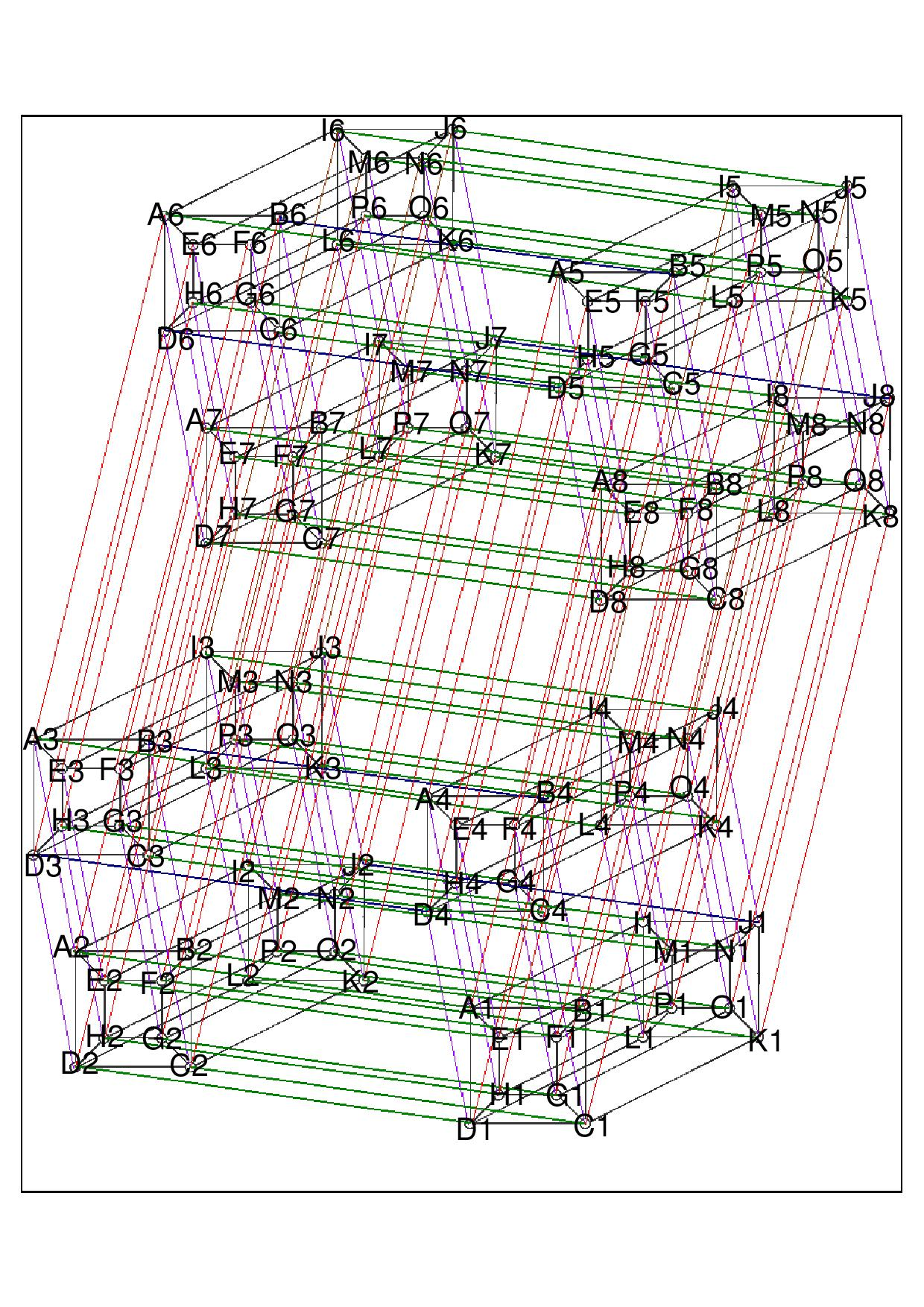
A 7 dimenziós (hiper)kockagráf

Magasabb dimenziós kockagráfokat Szalkai István honlapján találhatunk. A kockagráfok egy másik érdekes ábrázolását találhatjuk Juhász Máté tette közzé.

## Tulajdonságaik
Az alábbi állításokat általában indukcióval igazolhatjuk tetszőleges n természetes számra (n≥0):
1) {\displaystyle H_{n}}-nek 2ⁿ csúcsa van ({\displaystyle c_{n}=2^{n}}), és a címkék az összes n hosszúságú 0-1 sorozatok.
2) {\displaystyle H_{n}} minden csúcsának fokszáma n , vagyis {\displaystyle H_{n}} n-reguláris gráf.
3) {\displaystyle H_{n}}-nek {\displaystyle (2^{n}\cdot n)/2=n\cdot 2^{n-1}} éle van.
4) {\displaystyle H_{n}}-ben bármely két csúcs pontosan akkor van éllel összekötve, ha standard címkéjük pontosan egy helyi értékben különbözik.
(Bizonyítás: n=0 esetén {\displaystyle H_{0}}-ban nincs két szomszédos csúcs. Ha {\displaystyle H_{n+1}}-ben a két csúcs ugyanabban a {\displaystyle H_{n}} példányban van, akkor az indukciós feltevés miatt az állítás igaz. Ha pedig két különböző {\displaystyle H_{n}} példányban vannak, akkor a konstrukció miatt pontosan akkor vannak összekötve, ha eredeti címkéjük megegyezett, de most egyikük címkéjét 0-val, míg a másikat 1-gyel bővítettük.)
5) {\displaystyle H_{n}}-ben bármely két csúcs távolsága (közöttük levő legrövidebb út hossza) éppen annyi, mint ahány helyi értéken a (standard) címkéjük eltér egymástól.
6) {\displaystyle H_{n}} minden köre páros hosszúságú. (Bizonyítás: következik 4)-ből.)
7) n≥2 esetén {\displaystyle H_{n}}-ben van Hamilton-kör.
(Bizonyítás: n=2 esetén H₂=C₄ (négyzet). Mivel {\displaystyle H_{n+1}} két példány {\displaystyle H_{n}}-ből áll, és mindkét példányban az indukciós feltétel szerint van egy-egy Hamilton-kör, ezért ezt a két Hamilton-kört azonos helyen megszakítjuk, és a szakítások helyén a megfelelő végpontokat összekötő új élekkel e két megszakított összekötjük.)

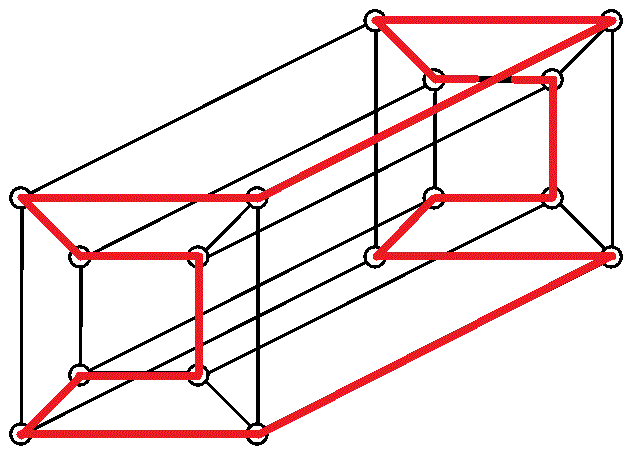
A 4 dimenziós (hiper)kockagráf Hamilton-körének indukciós szerkesztése

Például n=4 esetén az alábbi Hamilton-kört kapjuk:
8) Minden h≤2ⁿ páros szám esetén {\displaystyle H_{n}}-ben van h hosszúságú kör.
9) {\displaystyle H_{n}} minden körében a csúcsok standard címkéi Gray-kódot alkotnak. (Bizonyítás: következik 4)-ből.)
10) {\displaystyle H_{n}} derékbősége (legrövidebb körének hossza) 4.
11) {\displaystyle H_{n}} páros gráf (kétpólusú gráf).
(Bizonyítás: következik 6)-ból, vagy közvetlenül: a páros illetve a páratlan sok 1 számjegyet tartalmazó címkéjű csúcsok alkotják a két pólust (osztályt).)
12) {\displaystyle H_{n}} átmérője (leghosszabb egyszerű útjának hossza) n.
13) Egységtávolsággráf.
14) A d dimenziós Hd hiperkocka χs csillagkromatikus számára igaz, hogy {\displaystyle \left\lceil {\frac {d+3}{2}}\right\rceil \leq \chi _{s}(H_{d})\leq d+1.}
A 7) és 9) tulajdonságok alapján tehát könnyen felírhatunk bármilyen (páros) hosszúságú Gray-kódsorozatot, ami a kockagráfok egyik legfontosabb felhasználási területe. Például H₇ Hamilton-körének megszerkesztését és a kapott Gray-kódot Szalkai István könyvében megtalálhatjuk.